# L'Enfant bulle
Pour plus de détails, voir Fiche technique et Distribution.
L'Enfant bulle (The Boy in the Plastic Bubble) est un téléfilm américain réalisé par Randal Kleiser, sorti en 1976.

## Synopsis
Un adolescent privé de système immunitaire vit dans sa chambre stérile qui est entourée d'une bulle de plastique pour le préserver de toute infection venant du monde extérieur.
Sa vie est monotone et il s'ennuie. Au fil du temps, il prend conscience que sa vie est aussi stérile que sa chambre malgré quelques rencontres faites derrière sa bulle.
Un beau jour, il décidera de sortir de son univers clos pour vivre quels qu'en soient les risques.

## Fiche technique
- Titre original : The Boy in the Plastic Bubble
- Titre français : L'Enfant bulle
- Réalisation : Randal Kleiser
- Scénario : Joe Morgenstern et Douglas Day Stewart
- Montage : John McSweeney Jr.
- Musique : Mark Snow
- Pays d'origine : États-Unis
- Format : Couleurs - 1,33:1 - Mono
- Genre : Drame
- Date de première diffusion : 
  -  États-Unis : 12 novembre 1976
  -  France : 27 novembre 1978 (Les Dossiers de l'écran)

## Distribution
- John Travolta (VF : François Leccia) : Tod Lubitch
- Glynnis O'Connor (en) (VF : Sylviane Margollé) : Gina Biggs
- Robert Reed (VF : Jacques Degor) : Johnny Lubitch
- Diana Hyland (VF : Danielle Volle) : Mickey Lubitch
- Karen Morrow (VF : Lily Baron) : Martha Biggs
- Howard Platt (VF : Philippe Ogouz) : Peter Biggs
- Buzz Aldrin (VF : Jacques Torrens) : lui-même
- Ralph Bellamy (VF : Jean Berger) : le Dr Gunther
- John Friedrich (VF : Paul Bisciglia) : Roy Slater
- Kelly Ward (VF : Thierry Bourdon) : Tom Shuster
- Skip Lowell (VF : José Luccioni (acteur)) : Bruce Shuster
- John Megna : Smith
- Vernee Watson-Johnson : Gwen
- P. J. Soles (VF : Sylvie Feit) : Deborah
- Timothy Himes (VF : Serge Lhorca) : l'odieux reporter
- Anne Ramsey (VF : Jeanne Val) : Rachel
- Darryl Zwerling (VF : René Renot) : Mr Brister